# Aldolkondensation
Die Aldolkondensation ist eine Kondensationsreaktion aus dem Bereich der organischen Chemie. Bei der Reaktion bilden Aldehyde und Ketone unter Wasserabspaltung α,β-ungesättigte Carbonylverbindungen, genauer α,β-ungesättigte Aldehyde oder Ketone.

## Übersichtsreaktion
Die Aldolkondensation kann sowohl säure- als auch basekatalysiert ablaufen. Die Aldolkondensation wird hier beispielhaft an der Reaktion von zwei Acetaldehyd-Molekülen erklärt.
Bei der Reaktion entsteht unter Wasserabspaltung ein α,β-ungesättigter Aldehyd.

## Mechanismus
Die base- und säurekatalysierten Mechanismen der Aldolkondensation werden an der Beispielreaktion von zwei Acetaldehyden erklärt.

### Basenkatalysierte Aldolkondensation
Im Folgenden wird der Mechanismus der basenkatalysierten Aldolkondensation anhand des obigen Beispiels vorgestellt:
Bei der Aldolkondensation wird zunächst wie auch bei der Aldoladdition aus Acetaldehyd (1) über einige Zwischenstufen das 3-Hydroxybutanal (2), also ein Aldol, gebildet. Es folgt die Deprotonierung eines aciden Wasserstoffatoms durch eine Base. Dabei bildet sich eine C=C-Doppelbindung aus und ein Hydroxid-Ion geht als Fluchtgruppe ab. Es entsteht trans-2-Butenal (3).

### Säurekatalysierte Aldolkondensation
Im Folgenden wird der Mechanismus der säurekatalysierten Aldolkondensation ebenfalls am obigen Beispiel vorgestellt:
Auch hier wird zunächst aus Acetaldehyd (1) über Zwischenstufen das Aldol 2 gebildet. Im sauren Milieu tautomerisiert dieses zum cis-But-1-en-1,3-diol (4). Dieses wird zum Oxoniumion  5 protoniert  und durch Umlagerung von Elektronenpaaren wird Wasser abgespalten. Abschließend wird aus dem Oxoniumion 6 ein Proton abgespalten und es entsteht so Crotonaldehyd (7).